# La señorita Smila y su especial percepción de la nieve
La señorita Smila y su especial percepción de la nieve (en danés Frøken Smillas fornemmelse for sne) es una novela del autor danés Peter Høeg publicada en 1992. Su trama se desarrolla en Dinamarca y Groenlandia. En 1997 se realizó una adaptación cinematográfica llamada Smila: Misterio en la nieve (Smilla's Sense of Snow ), dirigida por Bille August.

## Contexto
Tras una obra de suspense, el autor trata temas con contenido cultural, en particular la curiosa historia poscolonial de Dinamarca, así como la naturaleza de la relación con los individuos y sociedades son los que tienen que interactuar las culturas sometidas. La historia personal de la protagonista, Smilla Qaaviqaaq Jaspersen, es un buen reflejo de ese elemento, pues es hija de una inuit groenlandesa y de un adinerado médico danés.
La relación de Smila con Dinamarca y su sociedad es tensa y ambivalente, entre otras razones debido a que pasó su infancia en la muy libre y pobre Groenlandia, y ahora vive en medio del orden y la riqueza. Smila investiga la muerte de un niño vecino de quien se ha hecho amiga, también nacido en Groenlandia, hijo de una madre alcohólica y descuidada, y un misterioso padre ya fallecido. La historia comienza en la capital danesa, Copenhague, donde el niño ha caído mortalmente desde el techo de su edificio cubierto de nieve. Como en esta solo se aprecian las pisadas del niño, la policía solo quiere considerar la hipótesis de un accidente. Pero Smila cree que hay algo que no encaja, y alberga sospechas. Sus investigaciones la llevan a descubrir una conspiración que lleva décadas componiéndose, y desde allí a un viaje en un barco rompehielos a una remota isla frente a la costa groenlandesa, donde descubre la verdad de los hechos. Algunos aspectos del libro quedan sin resolver.

## Título
Durante su infancia en Groenlandia Smila desarrolló una comprensión casi intuitiva por todos los tipos de nieve y su características. De adulta, trabajó como especialista en temas relacionados con el hielo y la nieve. Sus sospechas sobre la muerte del niño se deben en gran medida a su percepción de esos materiales.

## Adaptación cinematográfica
En 1997 se realizó un largometraje llamado Smilla's Sense of Snow (Smila: Misterio en la nieve), con Julia Ormond como Smila, y las actuaciones de Jim Broadbent, Gabriel Byrne, Richard Harris, Jürgen Vogel, Mario Adorf y Tom Wilkinson, dirigido por Bille August. Fue estrenada en el Reino Unido el 31 de octubre del mismo año. Tiene una duración de 121 minutos. Su recepción por parte de la crítica fue regular, alcanzando una calificación de 5,2 sobre 10 en el sitio Rotten Tomatoes.